# Entandrophragma spicatum
Entandrophragma spicatum là một loài thực vật có hoa trong họ Meliaceae. Loài này được (C.DC.) Sprague mô tả khoa học đầu tiên năm 1915.